# D.L. Hawkins
Daniel Lawrence Hawkins (1976 - 2007) is een personage uit de Amerikaanse televisieserie 'Heroes' van NBC en wordt gespeeld door Leonard Roberts. Hij is de vader van Micah Sanders en de echtgenoot van Niki Sanders. Zijn gave is 'Dematerialisatie', waardoor hij in staat is zich door vaste voorwerpen heen te bewegen.

## Personage overzicht
'Six months ago' (6 maanden geleden) was D.L. een contructiewerker. Hij en zijn vrouw Niki hadden financiële problemen en de bouw betaalde niet voldoende. Op een bepaald moment besloten ze Hal Sanders (de vader van Niki) in hun leven te laten, maar dit bleek een grote flop.
Na een tijd begon D.L. een groep criminelen te leiden, maar het eindigde in diefstal van twee miljoen dollar en de dood van een veiligheidsagent. D.L. werd voor deze daad gevangengenomen. Dankzij zijn gave kon hij ontsnappen, hoewel hij niet echt van zijn hernieuwde vrijheid kon genieten.

## Verhaallijn van het Personage

### EersteSeizoen
De eerste keer dat we D.L. te zien kregen was in "Hiros" (de vijfde aflevering). Niki's huis was onder zware politiecontrole gezet, maar dit hield D.L. niet tegen om zijn eigen huis te betreden. D.L. ontdekte dat het Niki was die de twee miljoen dollar van Mr. Linderman gestolen had en ze belandden in een gevecht. D.L. kon niet anders dan Niki stoppen. Hij nam het geld en Micah mee, hoewel Micah protesteerde.

#### Jessica
Dankzij Micah kwam D.L. te weten dat niet alleen Niki in haar lichaam leeft, maar ook 'Jessica', Niki's oudere zus.

#### Alternatieve toekomst
In "Five Years Gone" krijgen we D.L. niet te zien. We weten dat 'Future Hiro' naar D.L. vraagt, omdat hij zijn gaven nodig heeft om Hiro te bevrijden. Maar we komen ook te weten dat D.L. waarschijnlijk niet meer leeft, omdat de moordenaar Sylar zijn gave lijkt te bezitten.